# Хусейн аль-Шафеи
 Хусейн Махмуд Хасан аль-Шафеи, Хусейн аш-Шафии, Хусейн аш-Шафеи (араб.  حسين محمود حسن الشافعي‎, англ. Hussein El-Shafei , 2 февраля 1918, Танта, Британский протекторат Египет — 18 ноября 2005, Каир, Арабская Республика Египет) — египетский политический и военный деятель, один из лидеров Июльской революции 1952 года, вице-президент Египта в 1962 — 1975 годах (с перерывами), генеральный секретарь Арабского социалистического союза в 1964 — 1965 годах.

## Биография

### Военная карьера
Родился 2 февраля 1918 года в небольшом городке Танта (ныне административный центр провинции Эль-Гарбийя) в дельте Нила, Британский протекторат Египет в семье инженера. Его дед был мэром Кафр-Таха. Семья аль-Шафеи некоторое время жила в Танте, а затем отец перевёз её в эль-Мансуру, где получил новую работу. Когда в конце 1930-х годов выходцам из средних слоёв египетского общества было разрешено поступать в престижную Военную академию, 19-летний Хусейн отправился в Каир, чтобы стать её курсантом. В марте 1937 года был зачислен в академию, где познакомился и подружился со своим ровесником капралом Гамалем Абдель Насером, будущим президентом Египта. Пройдя ускоренный курс обучения (16 месяцев) в академии, где вместе с ним также получили офицерские погоны связист Анвар Садат, лётчик Абдель Латиф аль-Богдади и другие будущие лидеры страны, Хусейн аль-Шафеи был направлен на службу в танковые части, которые в то время входили в состав египетской кавалерии. Будучи патриотически настроенным офицером, аль-Шафеи был противником британского влияния в Египте, а после Второй мировой войны поддерживал тесные связи с ассоциацией «Братья-мусульмане», считая, что государство должно активно способствовать торжеству справедливости в обществе. В 1948 году он участвовал в Первой арабо-израильской войне и вернулся с фронта разочарованным в режиме короля Фарука.

### Свободные офицеры и Революция 1952 года
В 1951 году товарищ по Военной академии майор Гамаль Абдель Насер привлёк майора Хусейна аль-Шафеи в подпольную организацию «Свободные офицеры» и выдвинул его на роль её представителя в бронетанковых частях. Аль-Шафеи стал одним из лидеров движения и в 1952 году был назначен одним из шести членов тайного Каирского руководящего комитета «Свободных офицеров». Во время революции 23 июля 1952 года командир 1-й бронетанковой бригады подполковник Хусейн аль-Шафеи вместе с подполковником Сарватом Окраша и другом Насера «красным майором» Халедом Мохи эд-Дином руководил действиями заговорщиков в Кавалерийском управлении египетской армии. Когда в самый решающий момент отключилось электричество, аль-Шафии и Окраша поставили задачу верным революции частям при свете карманных фонариков. По их приказу бронетанковые подразделения были переброшены в район аэродрома эль-Маза, в Аббасию и блокировали Управление пограничных войск в Каире. Около 4 часов утра 23 июля аль-Шафии прибыл к Насеру в здание командования армией и доложил ему об успешном завершении операции. Утром 25 июля он вместе генералом Мухаммедом Нагибом и рядом других лидеров «Свободных офицеров» вылетел из Каира в Александрию чтобы решить судьбу короля Фарука. Эль-Шафеи поддержал Нагиба, Садата и Юсефа Седдыка, которые выступили против предложения Гамаля Салема предать короля суду и казнить. Он командовал войсками, окружившими королевский дворец в Александрии и 26 июля вместе с Нагибом, полковником Ахмедом Шауки, Гамалем Салемом и капитаном Исмаилом Фаридом участвовал в импровизированных проводах Фарука I на борту яхты «Аль-Мархуса».
15 августа 1952 года, когда состав Совета революционного командования был расширен с 9 до 14 человек, подполковник Хусейн аль-Шафеи вошёл в его состав.

### Во главе трибунала и правящей организации
Уже через месяц подполковник аль-Шафеи появился на политической арене. Когда депутат распущенного парламента Адли Лумлум отказался выполнять закон об аграрной реформе от 9 сентября 1952 года и передать свою землю в Файюме представителям властей, аль-Шафеи был назначен председателем военного трибунала, сформированного для рассмотрения этого дела. После короткого разбирательства трибунал приговорил Лумлума к пожизненному тюремному заключению и вскоре был упразднён, так как на новые попытки сопротивления аграрной реформе уже никто не решался.
В 1953 году окончил Штабной колледж и получил степень магистра военных наук. В том же году он был назначен Генеральным секретарём созданной 23 января «Свободными офицерами» политической организации «Гейат ат-Тахрир» (Организация освобождения). Старался синтезировать содержавшиеся в исламе уравнительные идеи с идеями социализма. Он настаивал на общемировом значении Июльской революции, утверждая, что она способствовала распространению социализма в Африке, Азии и даже в Латинской Америке. В ноябре 1953 года совершил поездку в зону Суэцкого канала, во время которой открыл несколько отделений «Гейат ат-Тахрир» и заявил, что «руки, которые вырыли этот канал, выроют и могилы для его оккупантов». На следующий день командующий британскими силами позвонил египетскому офицеру связи и потребовал прекратить поездку аль-Шафеи, так как жизни последнего может угрожать опасность. Однако аль-Шафеи заявил, что за свою жизнь должен бояться британский командующий и выехал в Исмаилию, где произнёс очередную антибританскую речь.

### Кризис 1954 года. Военный министр
В период февральско-мартовского кризиса 1954 года, когда в среде «Свободных офицеров» обострилась борьба вокруг выбора пути дальнейшего развития страны, Хусейн аль-Шафеи, назначенный командующим кавалерийским корпусом, оказался в центре политической схватки. 26 февраля 1954 года, после того, как пресса сообщила об отставке президента Нагиба, аль-Шафеи безуспешно пытался убедить офицеров кавалерии в правильности этого шага. Однако это ему не удалось, и на собрание прибыл Насер, который так же не добился успеха — офицеры-танкисты требовали вернуть Нагиба. Только после долгих перипетий кризиса, длившегося больше месяца, стороны достигли компромисса. Нагиб вернулся в кресло президента, а Насер 17 апреля 1954 года сформировал правительство, в котором Хусейн аль-Шафеи, как компромиссная фигура, занял пост военного министра, сменив Абдель Латифа аль-Богдади.
В первые же дни на этом посту аль-Шафеи пришлось толкнуться с офицерским заговором капитана Ахмеда аль-Масри, который планировал осуществить переворот в ночь на 25 апреля 1954 года и вернуть страну к демократическому правлению, на чём настаивали офицеры кавалерии в феврале. В июне 1954 года трибунал под председательством генерал-майора Мухаммеда Хусейна приговорил аль-Масри к 15 годам тюрьмы, ещё 15 офицеров получили тюремные сроки, после чего попытка создания офицерских организаций в армейской среде прекратились. Аль-Шафеи продолжил чистку офицерского корпуса от сторонников «Братьев-мусульман», которым некогда симпатизировал, а летом 1954 года военная полиция произвела аресты унтер-офицеров кавалерии, распространявших листовки с критикой СРК и требованиями облегчить их производство в офицерские звания. Однако 31 августа 1954 года, когда позиции Насера укрепились, Хусейн аль-Хафеи передал пост военного министра главнокомандующему генерал-майору Амеру.

### Вторые роли. Министр, реформировавший социальную сферу
1 ноября 1954 года Хусейн аль-Шафеи вместе с Анваром Садатом вошёл в трибунал-тройку «Суд народа», возглавлявшийся Гамалем Салемом и рассматривавший дело о покушении на Насера в Александрии 26 октября 1954 года. Суд и его филиалы рассмотрели дела 867 человек, связанных с покушением и с ассоциацией «Братья-мусульмане» и осудили 254 из них. Покушавшийся на Насера Махмуд Абдель Латиф и ещё 6 человек были приговорены к смертной казни (лидер ассоциации Хасан аль-Худайби в дальнейшем был помилован и отправлен на пожизненную каторгу).
В 1955 году полковник Хусейн аль-Шафеи был назначен на второстепенный пост министра по трудовым и социальным вопросам, однако и на нём проявил себя, изменив всю социальную сферу Египта. Он провёл реформу системы социального страхования, ввёл пенсии для вдов и организовал т. н. Зимнюю кампанию по сбору одежды и одеял для неимущих. По его инициативе в поездки по стране отправлялись «поезда милосердия» собиравшие средства в пользу бедных. В этих поездках в сельскую местность участвовали видные деятели культуры — актриса Фатен Хамама и др. В 1958 году, после объединения Египта и Сирии, аль-Шафеи возглавил министерство планирования Объединённой Арабской Республики.

### Вице-президент и генеральный секретарь партии
16 августа 1961 года президент Насер назначил аль-Шафеи вице-президентом ОАР, а 19 октября того же года, после выхода Сирии из состава ОАР, передал в его ведение все вопросы производства и по совместительству пост министра по социальным делам и по делам вакуфов (до 28 сентября 1962 года). Аль-Шафеи, оставаясь вице-президентом также был назначен Генеральным секретарём Высшего исполнительного комитета Арабского социалистического союза и руководил предвыборной кампанией 1964 года. 24 марта 1964 года, после упразднения Совета президентства ОАР, Хусейн аль-Шафеи указом Насера был вновь назначен на пост одного из трёх вице-президентов при 1-м вице-президенте Абдель Хакиме Амере.
30 сентября 1965 года Хусейн аль-Шафеи был освобождён от должностей вице-президента и генерального секретаря АСС, на которые был назначен Али Сабри и отправлен руководить Центральным счётным управлением Египта, занимавшимся аудитом государственных учреждений.

### Возвращение в высшие эшелоны власти
Поражение Египта в Шестидневной войне способствовало новому подъёму его карьеры. 19 июня 1967 года он был вновь назначен вице-президентом Египта. В 1967 году он также возглавил Высший военный трибунал, который рассматривал дела высших чинов армии, обвинённых в поражении 1967 года и в заговоре с целью свержения Насера. Трибунал заседал с 22 января по 20 февраля 1968 года, однако его приговоры оказались настолько мягкими, что вызвали массовые волнения протеста в Хелуане, Каире, Александрии.
20 марта 1968 года был также назначен заместителем премьер-министра и министром по делам вакуфов и социальным делам. 22 сентября 1968 года как вице-президент и член ЦК АСС возглавил межминистерскую комиссию, которая должна была контролировать претворение в жизнь «Программы 30 марта» и решений Конгресса Арабского социалистического союза. 19 октября того же года он стал одним из членов Высшего исполнительного комитета АСС.

### Зарубежные поездки
- Страны Западной Африки — июль 1969 года (как член ВИК АСС);
- Франция — июнь 1969 года[23];
- Социалистическая Федеративная Республика Югославия — декабрь 1970 года[24];
- Корейская Народно-Демократическая Республика, Демократическая Республика Вьетнам, Китайская Народная Республика и Шри-Ланка — сентябрь 1973 года[25].

### За Садата и против Садата
Во время событий мая 1971 года, когда новый президент Египта Анвар Садат отстранил от власти противодействовавшую ему группировку Али Сабри, Хусейн аль-Шафеи, 31 октября 1970 года вернувшийся на пост вице-президента, был ещё более приближен к вершинам власти. 14 мая 1971 года Анвар Садат издал декрет о назначении аль-Шафеи единственным вице-президентом Египта. 19 мая на первом заседании нового кабинета Садат заявил о том, что вице-президенту аль-Шафеи поручено осуществлять подготовку необходимых конституционных мер в соответствии с заключёнными соглашениями по созданию Федерации Арабских Республик.
Однако вскоре взгляды президента и вице-президента стали расходиться. Хусейн аль-Шафеи не одобрял гибкую политику Садата в отношении Израиля и 16 апреля 1975 года был заменён на посту вице-президента лояльным командующим ВВС маршалом авиации Хосни Мубараком. Аль-Шафеи исчез с политической арены, но его имя прозвучало ещё раз в 1979 году, когда он резко осудил Кемп-Девидские соглашения.
Скончался утром 18 ноября 2005 года в своём доме в Каире после длительной болезни, о чём сообщил агентству Ассошиэйтед пресс его племянник Надиа эль-Шафеи. Аль-Шафеи был похоронен с высшими воинскими почестями 19 ноября 2005 года. На церемонии присутствовал президент Египта Хосни Мубарак. Со смертью Хусейна аль-Шафеи в живых оставались только два бывших члена СРК — двоюродные братья Закария и Халед Мохи эд-Дины.